# Antoine-Pierre de Grammont
Antoine-Pierre de Grammont (29 mars 1614 à Villersexel - 2 mai 1698 à Besançon), membre de la Famille de Grammont, fut archevêque de Besançon au XVIIe siècle.

## Biographie
Fils d'Antide de Grammont, baron de Mélisey et de  Anne Reine Felletet, il passe son enfance et sa jeunesse au milieu des moines à Luxeuil-les-Bains où il fit ses études.
Il fut prieur de Champlitte, puis abbé de Bithaine.
Il fut élu archevêque de Besançon par quatorze chanoines du chapitre métropolitain le 28 mars 1662. En effet le reste du chapitre avait été suspendu et privé de ses voix par le pape Alexandre VII à la suite d'un conflit sur le droit de nomination du haut-doyen du chapitre survenu après l'élection à l'archevêché de Jean-Jacques Fauche de Domprel qui occupait ce poste. Il fut consacré en secret dans une crypte de l'abbaye Saint-Vincent de Besançon le 20 janvier 1663 par Joseph Saulnier, évêque auxiliaire de Besançon et abbé de ce monastère.
Son long épiscopat est marqué par l'application définitive des prescriptions du Concile de Trente (1545-1573). Il crée un séminaire diocésain, une communauté de missionnaires diocésains installée à Beaupré en 1676, organise des retraites pastorales et des conférences ecclésiastiques, réunit le clergé en synodes.
Il fait aussi imprimer de nouveaux livres liturgiques.
Avec la conquête française (traité de Nimègue, 1678), l'archevêque perdit ses prérogatives temporelles – mais conserva son titre de prince d'Empire.
Il fonda l'actuel Hôpital Saint-Jacques de Besançon et l'Apothicairerie de Besançon.
Son neveu, François-Joseph de Grammont lui succéda comme archevêque de Besançon. Son petit-neveu, Antoine-Pierre II de Grammont fut aussi archevêque de Besançon.

### Articles liés
- Famille de Grammont
- Archidiocèse de Besançon
- Liste des archevêques de Besançon